# シュターツカペレ・ドレスデン

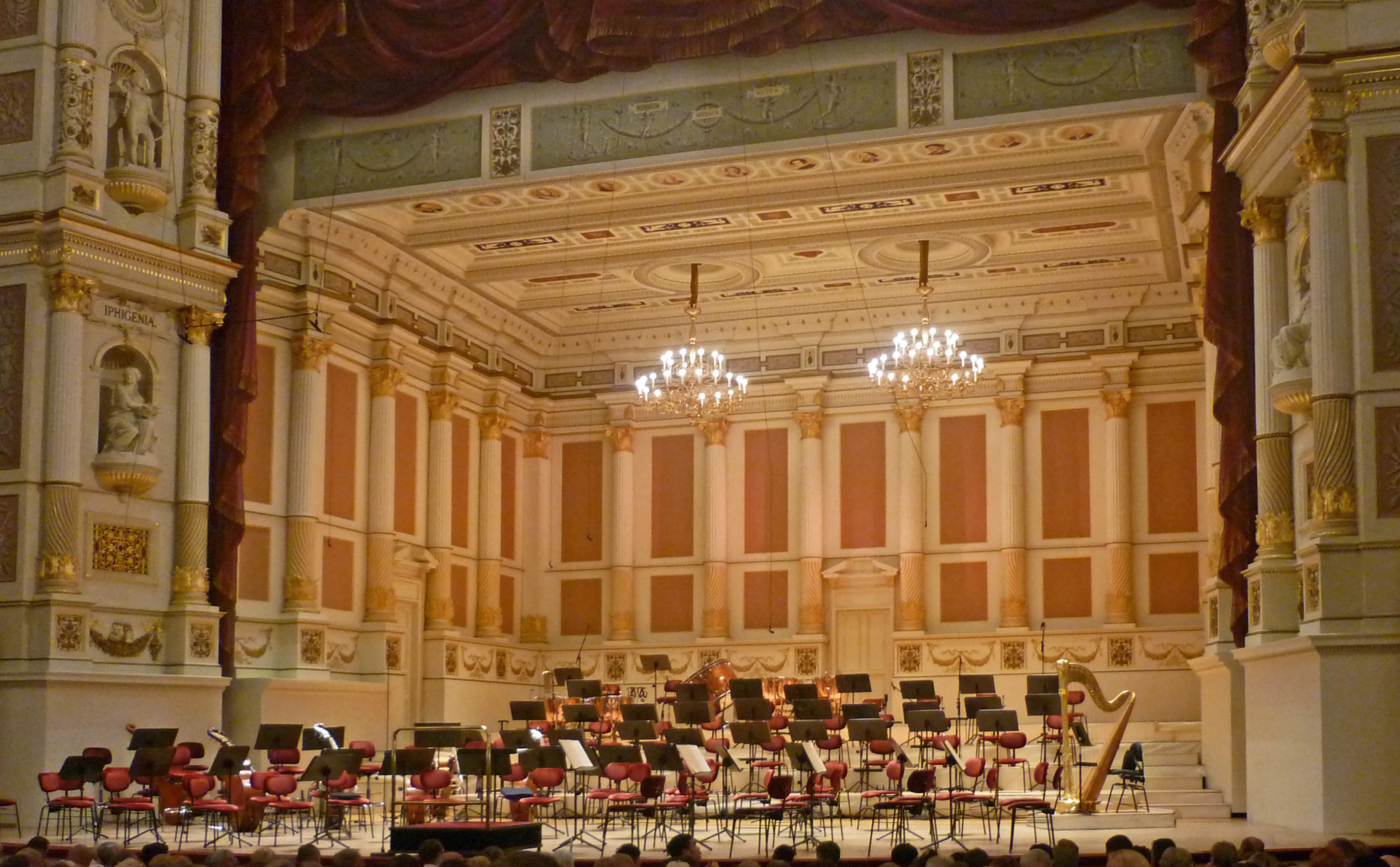
ゼンパー・オーパー 内観

シュターツカペレ・ドレスデン（独: Sächsische Staatskapelle Dresden）は、ドイツ・ドレスデンに本拠を置く歌劇場（ゼンパー・オーパー）専属オーケストラ。

## 概要
このオーケストラの日本での名称は「ドレスデン・シュターツカペレ」や「ドレスデン・シュターツカペルレ」などの呼び方もある。また、かつてゼンパー・オーパーは東ドイツの国立歌劇場（現在はザクセン州立）だったことや、日本ではドイツの州立団体を「国立」と呼ぶ（ドイツは連邦制で州政府が国家に近い組織を持ち、独立国の伝統もあるため）慣習があることから「ザクセン国立歌劇場管弦楽団」、「ドレスデン国立管弦楽団」、「ドレスデン国立歌劇場管弦楽団」と呼ばれることもある。楽団の公式サイト（日本語）での公称は「ドレスデン・シュターツカペレ」である。
1548年、ザクセン選帝侯の宮廷楽団として設立され、現存するオーケストラとしては1448年に設立されたデンマーク王立管弦楽団に次ぐ歴史を持つ。17世紀のシュッツから、19世紀のウェーバー、ワーグナー、20世紀のリヒャルト・シュトラウスに至るまで、重要な作曲家が指揮者としてもこのオーケストラと関係を築いてきた。リヒャルト・シュトラウス作品のいくつかを初演したオーケストラとしても音楽史に名を残しており、ことにオペラは9作品が初演されている。
20世紀における主要な首席指揮者は、カール・ベーム、フランツ・コンヴィチュニー、ヨーゼフ・カイルベルト、ルドルフ・ケンペ、クルト・ザンデルリング、マルティン・トゥルノフスキー、ヘルベルト・ブロムシュテット、ジュゼッペ・シノーポリなどである。ベーム時代にはユダヤ人のシュテファン・ツヴァイクが脚本を書いたシュトラウスのオペラ『無口な女』の初演を巡ってナチスの干渉から騒動が起こったこともある。
戦後ドレスデンは東ドイツに属したが、ベーム、カイルベルト、ケンペ、オイゲン・ヨッフム、ヘルベルト・フォン・カラヤン、カルロス・クライバーなど西側の指揮者との録音が東側の楽団としては比較的多く行われた。1965年には東側のオーケストラとして初めてザルツブルク音楽祭に招かれ、カラヤンの指揮で演奏している。初来日は1973年。2001年にシノーポリが任期を残して急逝したため、2002年8月から、ベルナルト・ハイティンクが後任指揮者に選ばれた。
2007年8月よりファビオ・ルイージがゼンパー・オーパー音楽総監督就任と同時にカペルマイスターに就任。その披露にもあたる歌劇場全体の来日公演が2007年11月に行われ、2009年にはオーケストラ単独で再来日した。
2012年からは、チューリヒ歌劇場に転出するルイージの後任として、ミュンヘン・フィルハーモニー管弦楽団を離れるクリスティアン・ティーレマンが首席指揮者に就任した。ハンス・フォンク以降、非ドイツ系のゲルマン人とイタリア人を交互に迎えてきた同団としては、45年ぶりのドイツ人指揮者となる。
同じく歌劇場管弦楽団を母体とするウィーン・フィルハーモニー管弦楽団と並び、響きの美しさを愛されるオーケストラとして知られる。初来日時には「オーケストラとはここまで美しく鳴り得るものかと信じられない思い」と絶賛され、2007年来日でも「黄金の宮廷サウンドふたたび」の惹句で宣伝された。
2024年現在の、楽団の公式サイト（日本語）の楽団紹介での指揮者の陣容は、次の通りである。
- 首席指揮者：ダニエレ・ガッティ
- 首席客演指揮者：チョン・ミョンフン
- 名誉指揮者：ヘルベルト・ブロムシュテット
- 名誉指揮者：クリスティアン・ティーレマン

## 主な歴代楽長および首席指揮者
- 1548-1554 ヨハン・ワルター
- 1615-1672 ハインリヒ・シュッツ

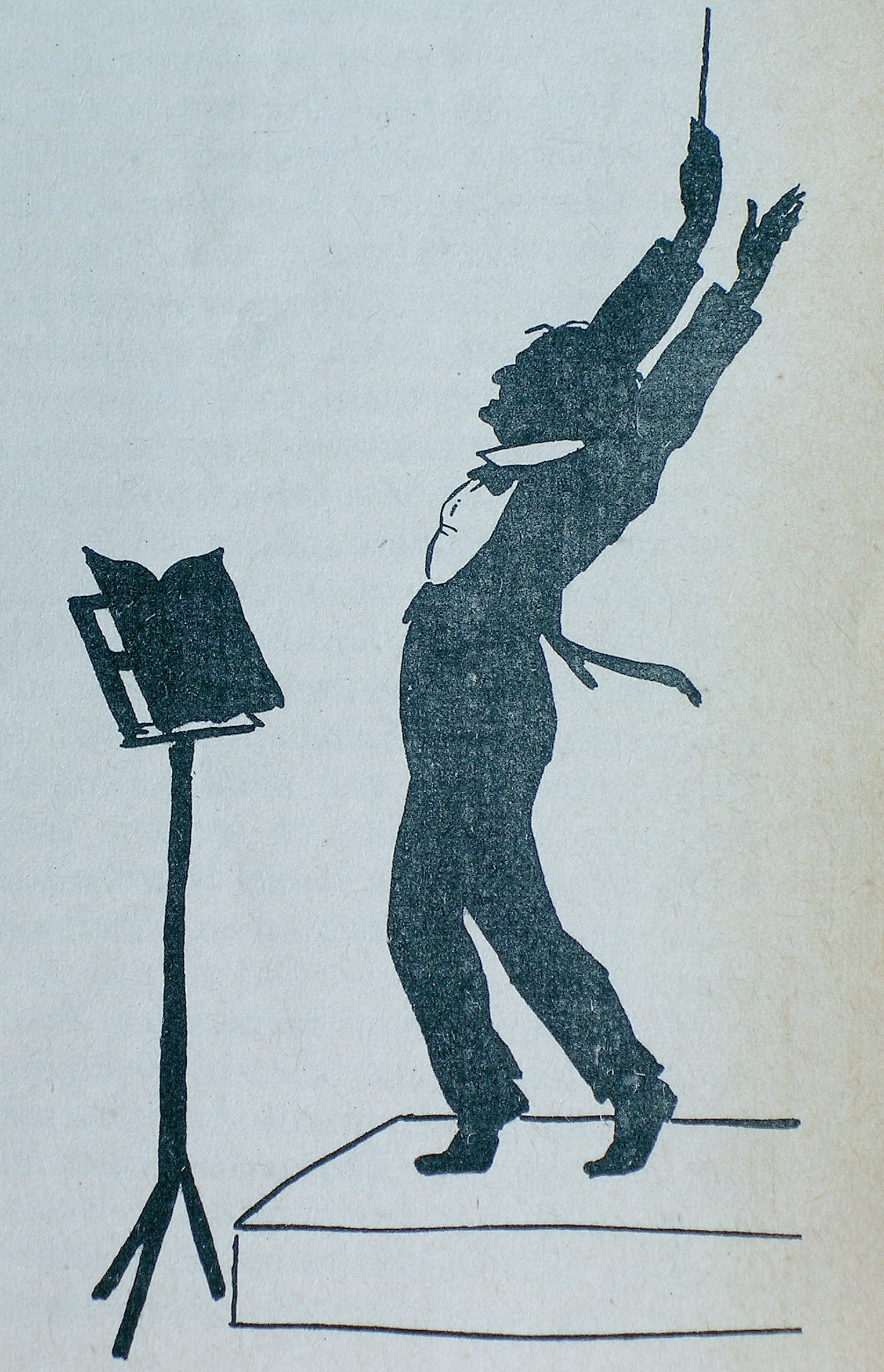
リヒャルト・ワーグナー

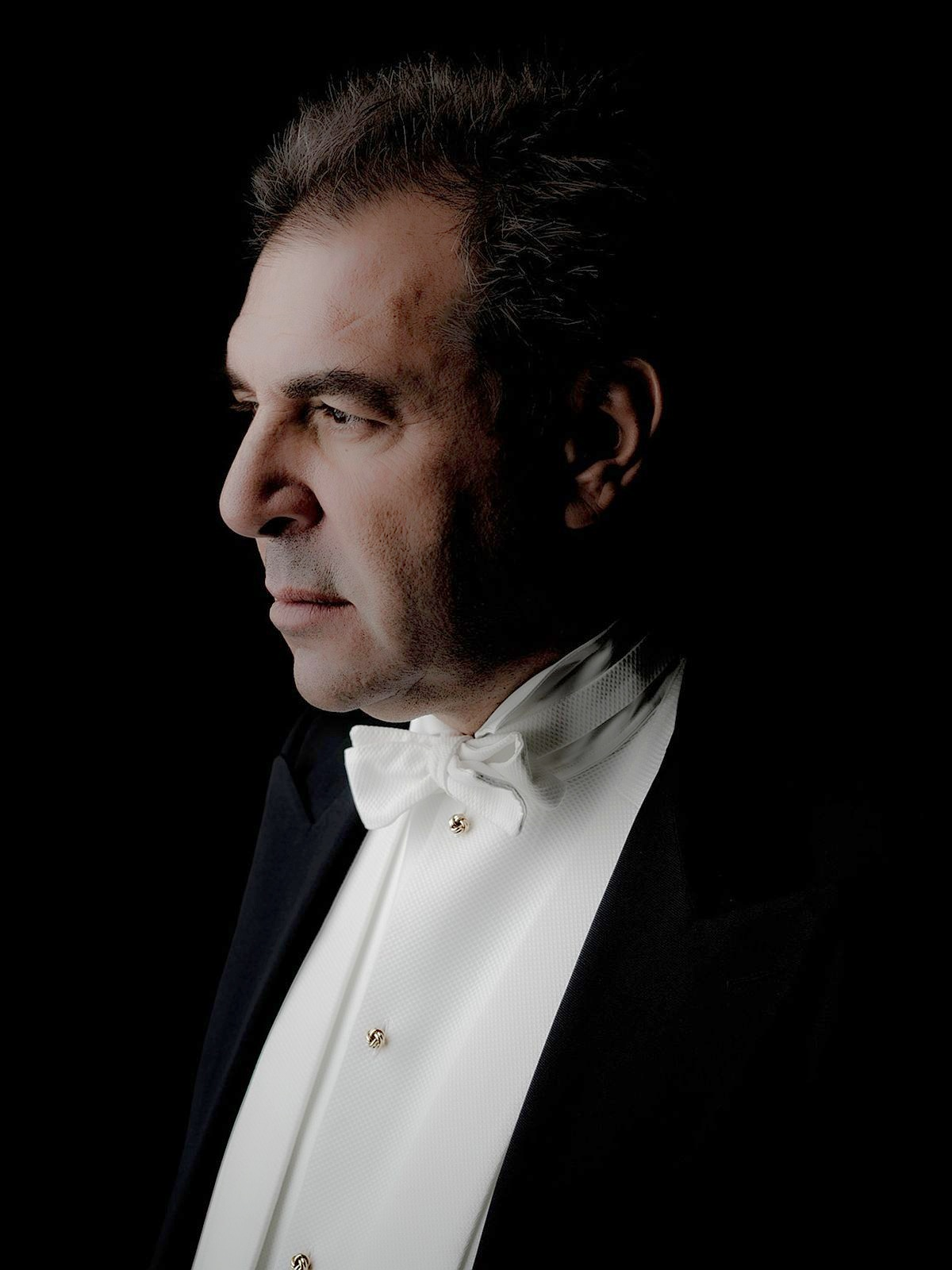
ダニエレ・ガッティ

- 1681-1692 クリストフ・ベルンハルト
- 1733-1763 ヨハン・アドルフ・ハッセ
- 1816-1826 カール・マリア・フォン・ウェーバー
- 1826-1859 カール・ゴットリープ・ライシガー
- 1843-1848 リヒャルト・ワーグナー
- 1874-1877 ユリウス・リーツ
- 1877-1884 フランツ・ヴュルナー
- 1884-1914 エルンスト・フォン・シューフ
- 1914-1921 フリッツ・ライナー
- 1922-1933 フリッツ・ブッシュ
- 1934-1943 カール・ベーム
- 1943-1944 カール・エルメンドルフ
- 1945-1950 ヨーゼフ・カイルベルト
- 1949-1953 ルドルフ・ケンペ
- 1953-1955 フランツ・コンヴィチュニー
- 1956-1958 ロヴロ・フォン・マタチッチ
- 1960-1964 オトマール・スウィトナー
- 1964-1967 クルト・ザンデルリング
- 1966-1968 マルティン・トゥルノフスキー
- 1975-1985 ヘルベルト・ブロムシュテット
- 1985-1990 ハンス・フォンク
- 1992-2001 ジュゼッペ・シノーポリ
- 2002-2004 ベルナルト・ハイティンク
- 2007-2010 ファビオ・ルイージ
- 2012-2024 クリスティアン・ティーレマン
- 2024- ダニエレ・ガッティ[3]

## 来日公演
- 1973年（初来日[4]）
- 1978年4月[5]
- 1981年6月
- 2007年11月
- 2012年9月
- 2015年2月
- 2018年10月-11月
- 2020年11月（中止[6]）